# Cyril Montana
Cyril Montana (ur. 31 grudnia 1969) – francuski pisarz oraz były mąż piosenkarki Anggun, z którą ma córkę Kiranę Cipta Montanę (8 listopada 2007).

## Twórczość
- Malabar trip, Paris, Éditions Le Dilettante, 2003, 125 p. ISBN 2-84263-077-7.
- Carla on my mind, Paris, Éditions Le Dilettante, 2005, 156 p. ISBN 2-84263-102-1.
- Le Bonheur de refaire le monde, Paris, Maren Sell Éditeurs, 2005, 158 p. ISBN 2-35004-031-3.
- La Faute à Mick Jagger, Paris, Éditions Le Dilettante, 2007, 222 p. ISBN 978-2-84263-147-5.
- Je nous trouve beaux, Paris, Albin Michel, coll. « Littérature générale », 2013, 200 p. ISBN 978-2-226-24524-3.